# Det gyldne Horn
Det gyldne Horn (tyrkisk:  Haliç  – "kanal") er en arm af Bosporusstrædet mellem den europæiske og asiatiske del af Tyrkiet.
Det gyldne Horn strækker sig fra Bosporus ca. 7 km i nordvestlig retning ind i det europæiske Tyrkiet og deler dermed den europæiske del af Istanbul i to. Bugten er op mod 800 m bred og har en gennemsnitlig dybde på 40 m. Det gyldne Horn krydses af tre broer – Galatabroen, Atatürkbroen og Fatihbroen.
Kanalen fik tilnavnet Det gyldne Horn i Osmannerrigets tid, da bredderne tjente som rekreationssteder for sultanen og rigets ledende familier, som havde paladser og strandvillaer kendt som yalı. I løbet af 1900-tallet blev områderne på begge sider af Det gyldne Horn skæmmet af industriområder, men i de senere år har rehabiliteringsprogrammer gengivet området noget af fordums storhed.
På nordsiden af Det gyldne Horn ligger det traditionsrige hotel Pera Palas, som blev bygget i tilknytning til Orientekspressen, og derfor også har huset mange kendte, deriblandt forfatterne Agatha Christie og Ernest Hemingway, ligesom den tyrkiske Kemal Atatürk forberedte den tyrkiske uafhængighedskamp under ophold på hotellet.
41°01′45″N 28°57′40″Ø / 41.02917°N 28.96111°Ø